# Baltimore Transit Co.
Baltimore Transit Company (BTC) was een openbaarvervoerbedrijf in Baltimore, Maryland, in de Verenigde Staten.

## Geschiedenis
In 1899 werd, door de overname van een aantal kleine trambedrijven, de United Electric Railways of Baltimore opgericht. Vanaf het begin had deze stad de ongebruikelijke grote spoorwijdte van 5 voet en 4 ½ inch (1638 mm). 
Deze maatschappij was zo voortvarend dat zij uiteindelijk een record brak: zij had de meeste 'semi-convertible' tramwagens in de VS: 885. Dit is een tramtype dat in de zomer in dienst was als open tram en door het aan beide kanten fixeren van houten wanden met ruiten 's winters, of bij slecht weer, een gesloten wagen was.
Deze wagens kregen plaatselijk de bijnaam 'Red Rockets'.
Tijdens het begin van de Grote Depressie kwam dit bedrijf in grote financiële moeilijkheden door het ontbreken van voldoende reserves. Om het tij te keren werden 150 nieuwe tramwagens aangeschaft die met één in plaats van twee personeelsleden dienst konden doen. Deze poging de exploitatiekosten te drukken faalde. De maatschappij ging failliet in 1934.
De opvolger op 9 juli 1935 was Baltimore Transit Company.

## De PCC-car
Bevrijd van haar torenhoge lasten begon BTC een krachtig moderniseringsprogramma dat resulteerde in de aanschaf van het nieuwste tramtype: de PCC-car.
27 nieuwe wagens, gebouwd door de St. Louis Car Company kwamen in 1936 in dienst gevolgd door nog eens 208 in de loop van de jaren daarna. Deze laatste wagens werden door Pullman-Standard gebouwd. 
Zij werden in de kleurencombinatie 'Alexandria Blue' met 'Picador cream' geschilderd met een dikke oranje streep over de gehele lengte van de wagen onder de ramen. Het dak was ‘Pearl gray’. Ze werden allemaal in nummers vanaf 7000 geordend.
In de NCL tijd werden de wagens in een aantrekkelijke wit met (fel) gele kleur uitgevoerd.

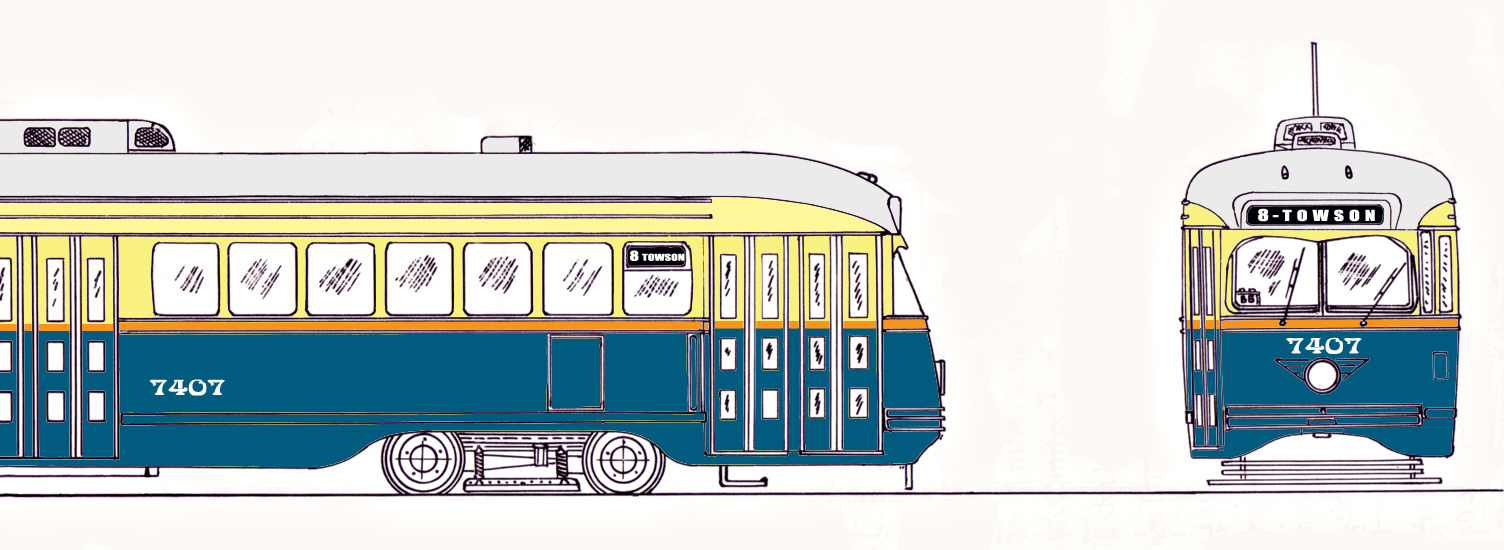
Kleurenschema PCC-cars Baltimore bij de aflevering in 1936

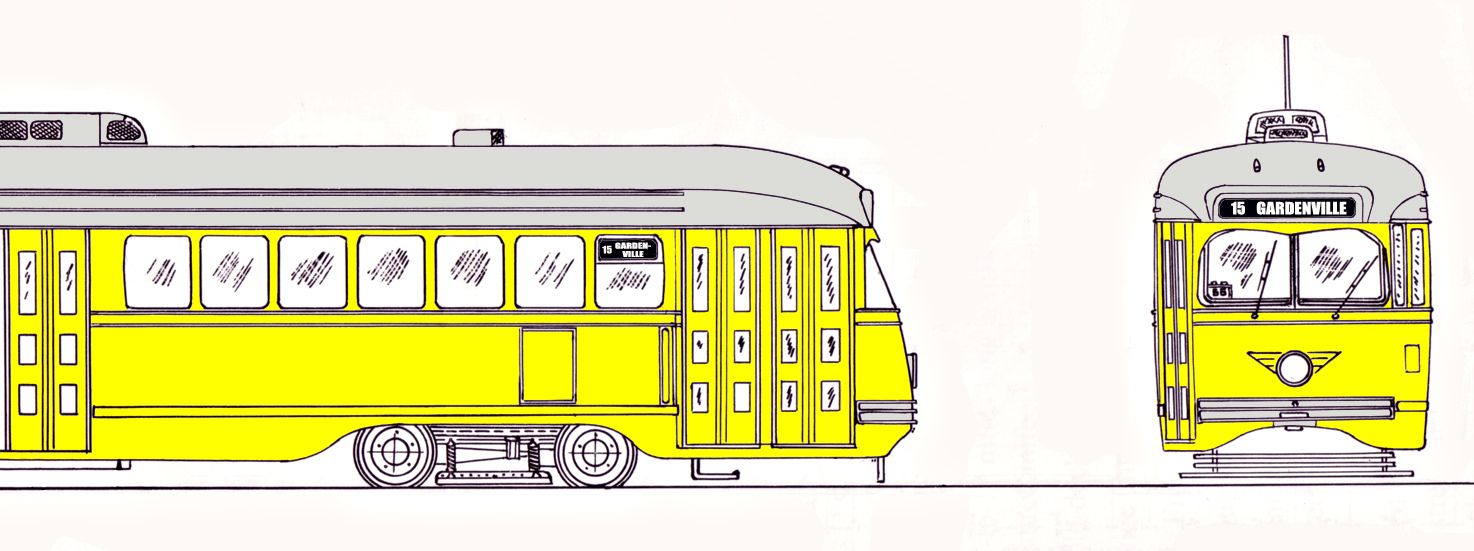
Kleurenschema PCC's Baltimore vanaf 1940

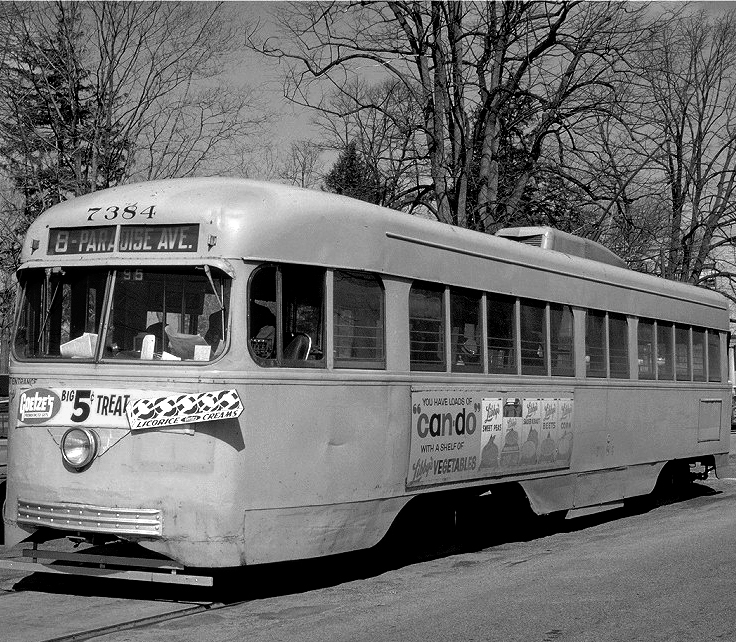
PCC van Baltimore.

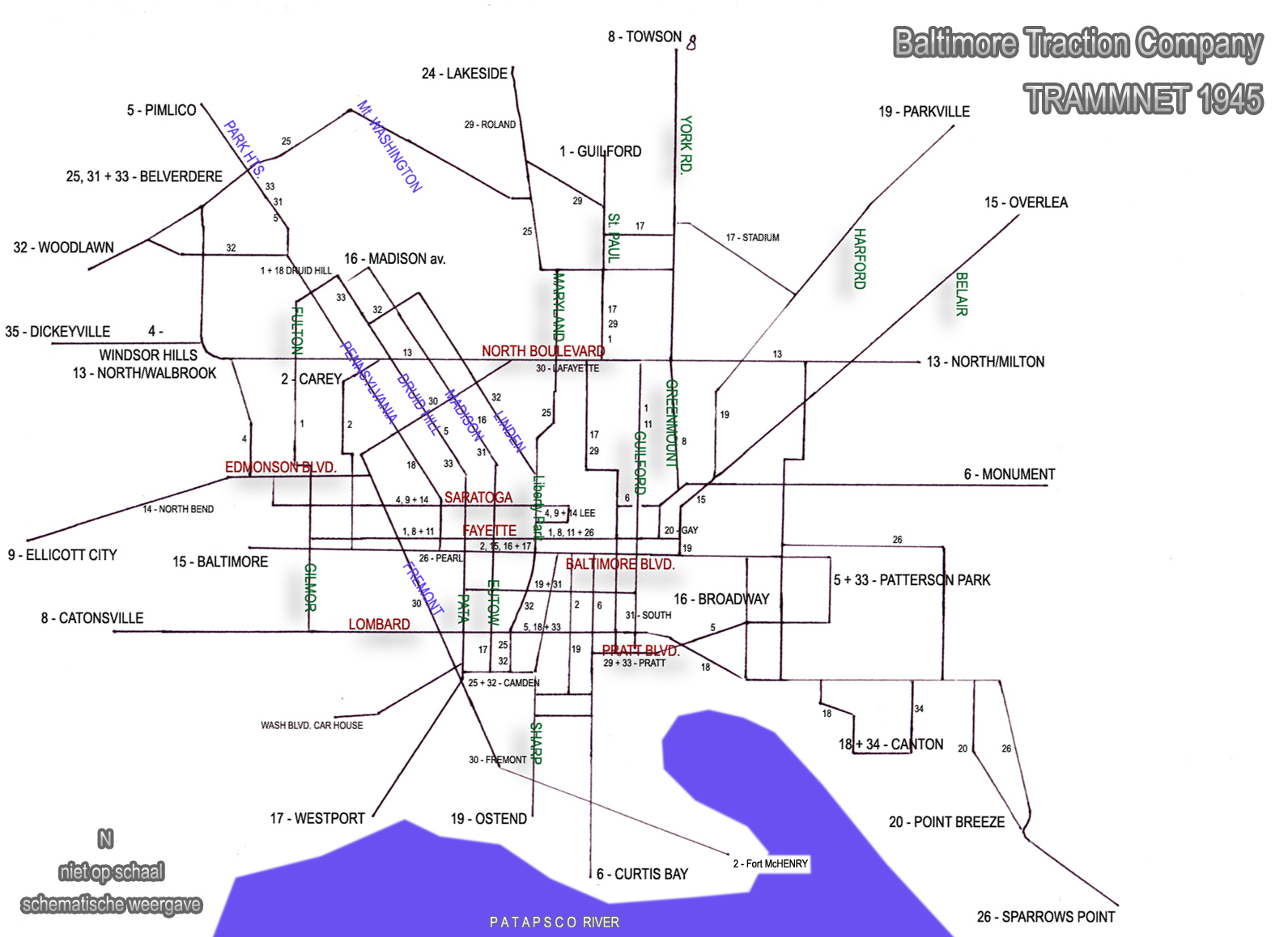
Tramnet van Baltimore in 1945.

De eerste PCC-cars werden op lijn 31 in dienst gesteld. Het was typerend voor vele Amerikaanse trambedrijven die PCC-cars in dienst stelden dat men dit op de lijnen naar de meest welgestelde wijken deed. De andere stadsdelen moesten het dan nog (lang) met oud materiaal doen.
Vervolgseries werden direct in dienst gesteld op de lijnen 25 en 8.
Vanaf 1941 werd verdere modernisering mogelijk gemaakt door de PCC in te zetten op de lijnen 4, 5, 14, 15, 19 en 32.
In 1944 was dit het geval voor de lijnen 2, 13, 17, 20 en 30.
Alle lijnen werden hierdoor maar gedeeltelijk gemoderniseerd – in vele andere steden was het gebruikelijker, én het was zeker economischer, hele lijnen met PCC’s te moderniseren.
In 1945 werd een opdracht bij Pullman-Standard voor een PCC-serie van 100 Cars geannuleerd nadat de constructie al begonnen was. Pullman slaagde erin een wagen die al klaar was aan Boston te verkopen; vier andere gingen naar Cleveland.
Voor 50 PCC-cars die in 1944 waren gekocht werden in 1948 koppelingen besteld zodat men twee of drie PCC-cars gekoppeld met elkaar kon exploiteren op de drukke lijn 26 – Sparrows Point. Ook dit plan ging niet door en de koppelingen werden aan Minneapolis verkocht voor de PCC-rijtuigen die daar doorverkocht zijn aan het vervoersysteem in Shaker Heights.
Alhoewel, net als in alle andere Amerikaanse steden, de vervoerscijfers al na de Eerste Wereldoorlog daalden was dit in Baltimore niet zo sterk als elders.
In de Tweede Wereldoorlog steeg, door het rantsoeneren van benzine en de enorme werkgelegenheid op Baltimores scheepswerven, het gebruik van openbaar vervoer sterk en het trambedrijf kwam wat de toestand van het materieel betreft geruïneerd de oorlogsjaren uit.
Tijd voor onderhoud was er nauwelijks geweest en er waren alleen noodzakelijke reparaties uitgevoerd, met vaak technische onderdelen van slechte kwaliteit omdat bijna alle inspanningen in de oorlogsindustrie werden gestoken.
Het trambedrijf kwam dit, ook doordat de Amerikanen massaal het openbaar vervoer de rug toekeerden, nooit meer te boven.
Al in 1945 begon National City Lines (NCL) aandelen in BTC te kopen wat uiteindelijk leidde tot een meerderheidsbelang.
De stad vreesde een massale omzetting van bus naar tram. Van de 29 tramlijnen die er in 1945 reden waren er zestien gedeeltelijk gemoderniseerd. Men exploiteerde dit grote netwerk met 1023 tram waarvan er nog 595 rondreden die tussen 1905 en 1919 gebouwd waren.
NCL was een, krachtig door de autobusindustrie ondersteund, nationaal opererend bedrijf dat in vele steden probeerde een meerderheidsbelang in het openbaar vervoer te krijgen. Was dit eenmaal gelukt dan werd het trambedrijf snel opgeheven, gingen bussen de taken overnemen en verkocht NLC het bedrijf meestal door aan een andere partij. Vaak was dit aan de gemeente met achterlating van een financieel niet zo gezond en volledig van de autobus afhankelijk bedrijf.
Vanaf 1950 ging het opheffingsprogramma nog sneller omdat de gemeentebelasting op bovenleiding(smasten), rails, tramhaltes en halteperrons de pan uit begon te rijzen.
NCL reageerde daarop met het nog onaantrekkelijker maken van het product tram door halteperrons weg te halen (zodat passagiers vanaf het trottoir zich tussen het andere verkeer heen moesten dringen om de tram te bereiken) en het opheffen van haltes.
Het, vanuit de gemeente, instellen van eenrichtingsverkeer in de binnenstad, hielp ook een handje mee.
Al in 1952 was het trambedrijf nog maar 30% zo groot als het tijdens zijn grootste omvang was geweest. Nog maar negen van de eens 47 tramlijnen waren over.
Hier vielen tramlijnen onder die zonder probleem – maar wel voor veel geld - hadden kunnen worden gemoderniseerd omdat zij bijvoorbeeld in de buitenwijken veel een eigen baan hadden. 
In 1958 waren nog slechts twee tramlijnen in dienst: 8 – Towson – Catonsville en 15 – Belair. De gemeente wilde er zeer graag vanaf, maar het geld ontbrak om voor de PCC-cars in de plaats bussen te kopen.
Uiteindelijk resulteerde het werk van NCL in de opheffing van BTC als trambedrijf op 3 november 1963.
PCC 7407 is in het Baltimore Streetcar Museum te bewonderen.

## Vervolg
Net als in meer Amerikaanse steden werd 30 jaar na het opheffen van het trambedrijf in de stad weer een tramlijn in dienst genomen: de nieuwe light rail, een sneltramlijn uitgevoerd in normaalspoor (1435 mm), loopt van Camden/Timonium via Baltimore Downtown naar Cromwell en heeft een lengte van 30 mijl. 
Er zijn aftakkingen naar Penn Station en naar het Baltimore-Washington International Airport (geopend in 1997). De exploitant is Mass Transit Administration (of Baltimore).
Tot 2005 heeft men gewerkt aan het verdubbelen van de sporen. Eerst was de lijn merendeels als enkelspoor gebouwd – behalve in het stadscentrum – en bestonden daardoor vreemde frequenties van bijvoorbeeld één tram per 17 minuten.